# Anthill Residence

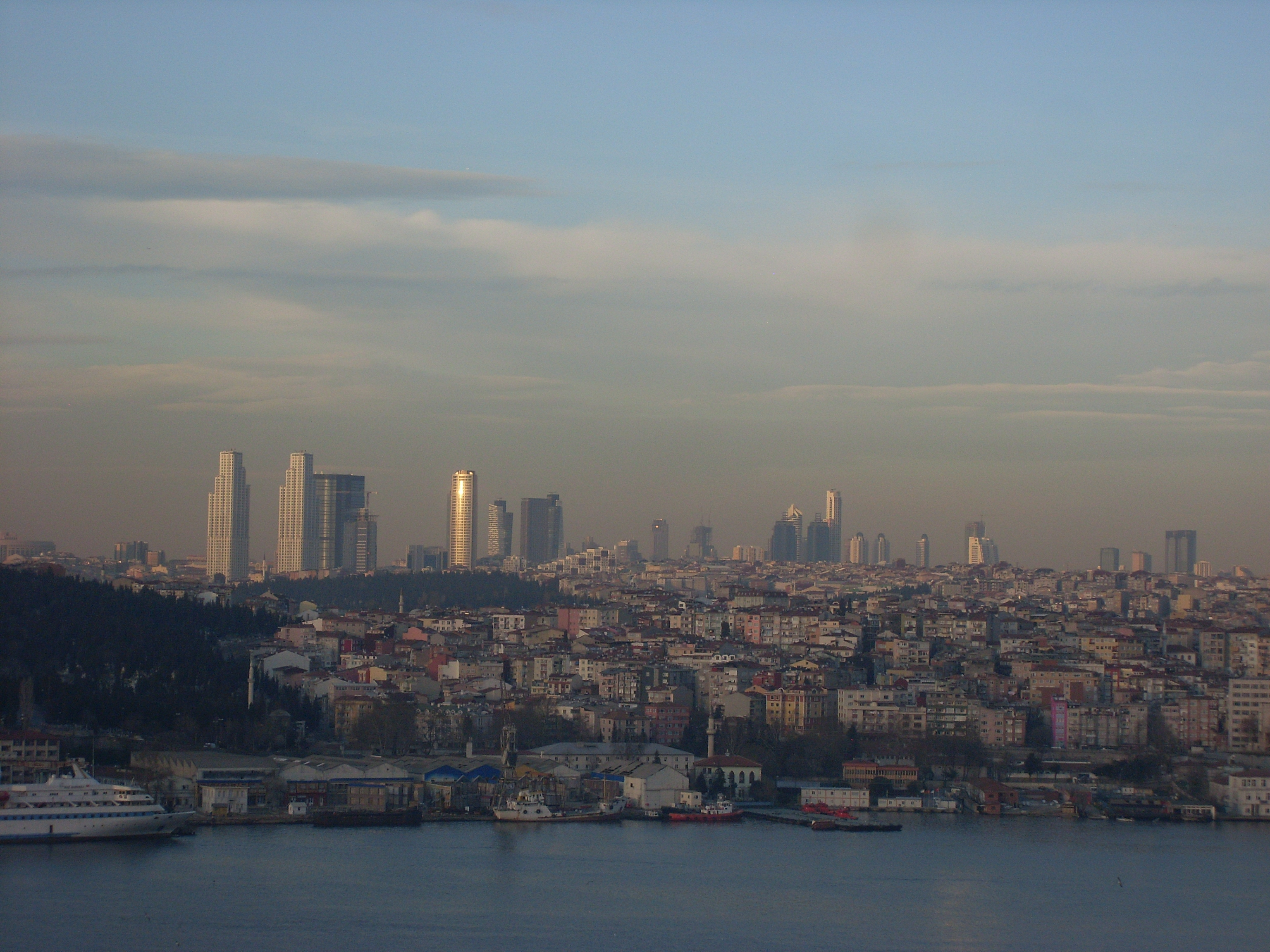
Anthill Residences (na obrázku nejvyšší dvojčata vlevo)

Anthill Residence je dvojice obytných mrakodrapů v městské části Bomotni tureckého města Istanbul. Se svou výškou 210 metrů jsou druhou a třetí nejvyšší budovou ve městě; vyšší je jen mrakodrap Sapphire of Istanbul s výškou 261 metrů. Budovy byly navrženy tureckou společností MM PROJ. První z nich byla postavena v letech 2008–2010, druhá byla dokončena o rok později. V obou budovách se nachází 54 nadzemních pater, 5 podzemních a 7 výtahů.